# Jean-Georges Deledicque
Jean-Georges Deledicque (* 2. März 1925 in Billy-Montigny; † 25. August 1997) war ein französischer römisch-katholischer Geistlicher und Weihbischof in Lille.

## Leben
Jean-Georges Deledicque empfing am 20. Dezember 1952 das Sakrament der Priesterweihe für das Bistum Lille.
Am 19. Juni 1987 ernannte ihn Papst Johannes Paul II. zum Titularbischof von Hierpiniana und zum Weihbischof in Lille. Der Bischof von Lille, Jean Vilnet, spendete ihm am 20. September desselben Jahres in der Kathedrale von Lille die Bischofsweihe; Mitkonsekratoren waren der Erzbischof von Lyon, Albert Kardinal Decourtray, und der Erzbischof von Cambrai, Jacques Louis Léon Delaporte.